# フランク・シュスター
フランク・シュスター（Frank Schuster 1852年9月24日 - 1927年12月26日）は、イギリスの音楽愛好家、芸術のパトロン。ロンドン、オールド・クイーン・ストリート22に所在する、セント・ジェームズ・パークを見下ろす彼の自宅は、シーグフリード・サスーン、ジョン・シンガー・サージェント、ウォルター・シッカート、エドワード・エルガー、エイドリアン・ボールトなど、画家、作家、音楽家の集いの場となった。この場所には現在は『スペクテイター』誌の事務所が入居している。シュスターはとりわけエルガーの後ろ盾となり、またガブリエル・フォーレの名前がイングランドが知られるようになるまでに多大な貢献を行った。

## 生涯
レオ・フランシス・ハワード・シュスターはブライトンのキングズ・ロード151に生まれ、1852年11月19日にサリー、ペンジのセント・ジョンズ教区教会で洗礼を受けた。父のレオ・シュスターはユダヤ系ドイツ人に生まれ、ロンドンで銀行員をして帰化後長らく経つ人物で、彼はレオの2番目の妻でノーフォーク出身のメアリー（旧姓ハワード）の唯一の息子だった。レオの最初の妻であったエミリーの2人の子どもは、3歳と1歳であった1833年12月10日にマンチェスターのモスリー通りにあるユニタリアニズムの教会で洗礼を受けている。2人はそれぞれオークニー伯爵の長女、ある準男爵と結婚した。
イートン・カレッジに学び、気前の良い性格で、同性愛者だったシュスターは広い交友関係を築いた。1924年にシーグフリード・サスーンが抑鬱に苦しんでいると知り、シュスターは彼にとって初めてとなる自動車を贈呈した。また彼は田舎、ブレイのモンキー・アイランドの対岸に所有していた人気の静養所「The Hut」に、サスーンを住まわせたりもしていた。しかし、両人が恋人関係となることはなかった。

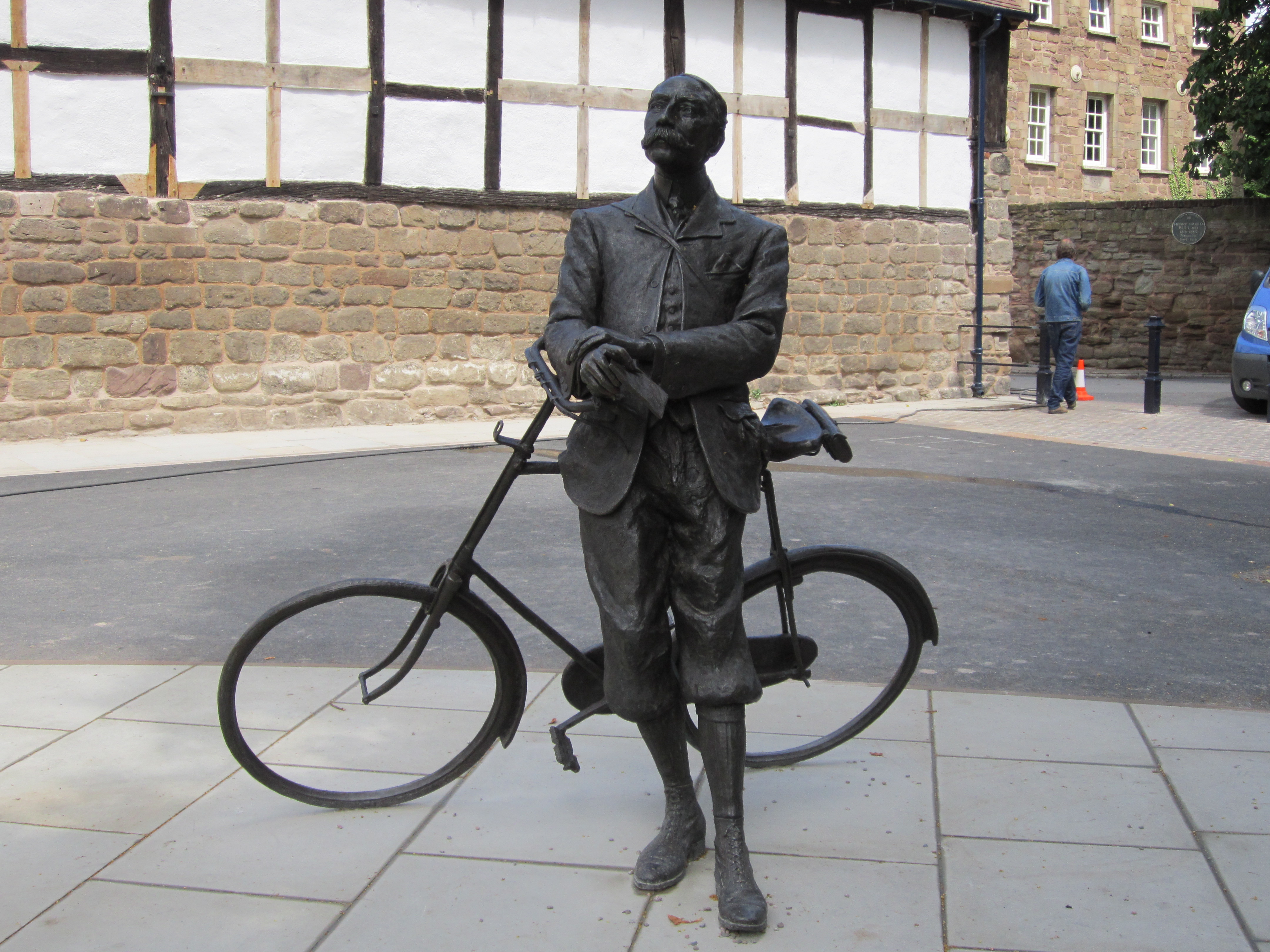
ヘレフォードにあるエルガー像。

シュスターはエドワード・エルガーの親しい友人であり、また演奏旅行の同行者だった。彼は第二次世界大戦前には、エルガー人気を高めるべく骨を折った。エルガーは「The Hut」にて交響曲第1番、ヴァイオリン協奏曲、交響的習作『フォルスタッフ』の作曲の筆を進めたのである。エルガーは1904年に完成した交響的序曲『南国にて』をシュスターへと献呈している。シュスターは1904年にロイヤル・オペラ・ハウスで催された3日間のエルガー音楽祭の企画に大きく関わった。これは、存命作曲家にささげる祭典としては過去に類例のないものとなった。エルガーは1905年にシュスターの家で、初めてエイドリアン・ボールトと出会っている。
シュスターはガブリエル・フォーレのパトロンもしており、フォーレとエルガーを引き合わせたのは彼であった。
『スペクテイター』誌が2007年にオールド・クイーン・ストリート22に所在を移した際、語られた話の一つに次のようなものがある。

ボールトはシュスターのユーモアのセンスが原因で、彼が学生時代からの付き合いだったバラード歌手ケネリー・ラムフォードとのトラブルに陥ったいきさつを語るのを好んだ。自転車の流行に加わり - エルガーとマーラーの両者ものめり込んでいた - 自転車乗りに出かけると、ラムフォードは自分の自転車に名前を付けることに決めたと言った。「スタンリー（著名なバリトン歌手）と呼ばねばならなりませんね、シンガーですから。」シュスターはこう応じた。「私は自分のをクララ・バットと呼びましょう、[シンガーとは]違いますから。」彼はそのジョークが受けなかったと思ったが、数週間後にラムフォードとバット氏の婚約の報に接してその理由を悟ったのだった。

シュスターは1927年12月26日、手術を受けた後にホヴ、クロムウェル・ロード、ホヴ・ローンで没した。『タイムズ』紙は、数日後に掲載した死亡記事欄に友人たちからの2通の長い手紙を掲載した。彼は遺言により、エルガーの老後の備えとして7,000ポンドを遺していた。「長く白い雲」（ニュージーランドの通称）として知られた「The Hut」の一部分はシュスターの相続人の死に伴って売りに出され、スターリング・モスが幼少期に住むことになった。